# Gale Laverne Spears
Gale Laverne Spears (Callayway (Nebraska), 12 mei 1923) is een Amerikaans componist, muziekpedagoog en dirigent.
Spears studeerde aan de Universiteit van Minnesota in Minneapolis. Nadat hij afgestudeerd had, ging hij als dirigent aan het Rochester (Minnesota) College en werkte met het harmonieorkest aldaar. Verder leerde hij aan openbare scholen in Minnesota alsook aan de Universiteit van Minnesota in Minneapolis van 1948 tot 1949 en van 1953 tot 1960.
Als componist schreef hij werken voor harmonieorkest.

## Composities

### Werken voor harmonieorkest
- 1946 Introduction and Scherzo
- 1951 Saluts to the Hornets
- 1955 Scottish Folk Song Suite